# Айфелова кула
Вижте пояснителната страница за други значения на Айфелова кула.
Айфеловата кула (на френски: Tour Eiffel, [tuʀ efɛl]) е желязна решетъчна кула в парка „Марсово поле“ в Париж, Франция. Носи името на инженер Густав Айфел, чиято фирма я проектира и изгражда.
Наричана от парижани „Желязната дама“, кулата е построена между 1887 и 1889 година като входна арка на Световното изложение и първоначално е критикувана за своя дизайн от водещи френски художници и интелектуалци, но с времето се превръща в глобална културна емблема на Франция и една от най-разпознаваемите конструкции в света. Айфеловата кула е най-посещаваната забележителност с входна такса в света – през 2015 година тя е изкачена от 6,91 милиона души.
Кулата е висока 324 метра, приблизително колкото 81-етажна сграда, и е най-високата конструкция в Париж. Основата ѝ е квадратна, с дължина на страната 125 метра. По време на строителството тя изпреварва Вашингтонския монумент като най-висока конструкция в света, рекорд, който удържа в продължение на 41 години, до завършването на „Крайслер Билдинг“ в Ню Йорк през 1930 година. Кулата е първата конструкция, надминала както 200, така и 300 метра височина. След добавянето на предавателна антена на върха на кулата през 1957 година, тя изпреварва „Крайслер Билдинг“ със 17 метра. Без отчитане на антената, Айфеловата кула е втората по височина конструкция във Франция след виадукта „Мийо“.
Кулата има три нива, достъпни за посетители, с ресторанти на първото и второто ниво. Най-горната платформа е на 276 метра над терена – най-високата достъпна за публика наблюдателна площадка в Европейския съюз. Изкачването до първите две нива става по стълбище или с асансьор. Стълбището до първото ниво, както и това от първото до второто ниво, има над 300 стъпала. Макар че има стълбище и до най-високото ниво, то най-често е достъпно само с асансьор.

## История

### Проектът
Проектът на Айфеловата кула е дело на Морис Кьохлин и Емил Нугие, двама от старшите инженери на „Компани дез Етаблисман Айфел“. Той е замислен след дискусии за подходящ акцент на планираното Световно изложение през 1889 година, което трябва да отбележи стогодишнината на Френската революция. Самият Айфел признава, че идеята за кулата идва от Латинговата обсерватория, построена за подобно изложение в Ню Йорк през 1853 година. През 1884 година, работейки в дома си, Кьохлин прави скица на тяхната идея, описана от него като „голям пилон, съставен от четири решетъчни стълба, отделно стоящи в основата и събиращи се към върха, свързани с метални ферми на равномерни интервали“. Първоначално Айфел не е много въодушевен, но одобрява продължаване на проучванията и двамата инженери искат от Стефан Совестр, ръководителят на архитектурния отдел на фирмата, да се включи в проекта. Совестър добавя декоративни арки при основата на кулата, стъклен павилион на първото ниво и други подобрения.
Новият вариант на кулата получава подкрепата на Айфел – той купува правата върху патента за концепцията, получен от Кьохлин, Нугие и Совестр, и дизайнът е изложен с името на фирмата на Изложбата на декоративните изкуства през есента на 1884 година. На 30 март 1885 година Айфел представя чертежи на проекта пред Дружеството на строителните инженери – след като излага техническите проблеми и подчертава практическите функции на кулата, той завършва представянето си, заявявайки, че кулата би символизирала „не само изкуството на съвременния инженер, но също и века на индустрията и науката, в който живеем, и пътят към който е проправен от великото научно движение на XVIII век и от Революцията от 1789 година, за които този паметник ще бъде построен като израз на благодарността на Франция“.
Проектът не напредва много до 1886 година, когато Жул Греви е преизбран за президент на Франция, а Едуар Локроа става министър на търговията. Приет е бюджет за изложението и на 1 май Локроа обявява промяна в условията на конкурса за централен акцент, която предопределя избора на проекта на Айфел, тъй като се добавя изискване предложенията да включват 300-метрова четириъгълна метална кула на Марсово поле. По това време изграждането на 300-метрова кула се смята за огромно инженерно предизвикателство. На 12 май е създадена комисия, която да разгледа проекта на Айфел и евентуални алтернативи. Месец по-късно комисията взема решение, че всички алтернативни проекти са или напълно нереализируеми, или неподкрепени с достатъчно детайли.
След известни дискусии за точното местоположение на кулата, на 8 януари 1887 година е подписан договор за нейното строителство. Той е подписан от Айфел в лично качество, а не като представител на фирмата му, като предвижда 1,5 милиона франка за разходите за строителство, по-малко от една четвърт от първоначално предвижданите 6,5 милиона франка. Айфел трябва да получи и всички приходи от експлоатацията на кулата по време на изложението и през следващите 20 години. По-късно той създава отделно предприятие за управление на кулата, внасяйки в него половината нужен капитал.

### Протести на хора на изкуството
Предложението за кулата става предмет на спорове, предизвиквайки критиката на хора, които смятат, че проектът е нереализируем, както и на други, които се противопоставят на нейния вид. Преди Айфеловата кула няма конструкция, която да е достигала височина от 300 метра или дори 200 метра, и мнозина смятат, че строежът е технически невъзможен. Тези възражения са проява на продължителен дебат във Франция за връзката между архитектура и инженерство. Той се разгаря отново, след като започват строителните работи на Марсово поле – създаден е Комитет на тристате (по един член за всеки метър от кулата), воден от видния архитект Шарл Гарние и включващ видни дейци на изкуството, като Уилям Адолф Бугеро, Ги дьо Мопасан, Шарл Гуно и Жул Масне. Изпратена е петиция до министъра на строежите и комисар на изложението Адолф Алфан, озаглавена „Артисти срещу Айфеловата кула“ и публикувана във водещия всекидневник „Там“ на 14 февруари 1887 година:
Ние, писатели, художници, скулптори, архитекти и страстни привърженици на до днес недокоснатата красота на Париж протестираме с цялата си сила, с цялото си възмущение от името на пренебрегнатия френски вкус, срещу издигането... на тази безполезна и чудовищна Айфелова кула... За да доведем аргументите си докрай, представете си за миг неуравновесена, нелепа кула, доминираща над Париж като гигантски черен комин, смачквайки под варварската си маса Нотр Дам, Кулата „Сен Жак“, Лувъра, Купола на Инвалидите, Триумфалната арка, всички наши унизени паметници ще изчезнат в тази призрачна мечта. И за двадесет години... ще виждаме, протегната като мастилено петно, омразната сянка на омразния стълб от нитована ламарина.
Мопасан определя кулата като висока и мършава пирамида от железни стълби с по-скоро тромав и гигантски скелет, чиято основа сякаш е направена, за да носи ужасен паметник на Циклоп, а оттам се проточва в смешен и тънък профил на заводски комин. Те се страхуват, че кулата няма да отговаря на архитектурния стил на града, създаван с векове. Въпреки това, по-късно Ги дьо Мопасан редовно обядва в ресторанта на първия етаж. На въпроса защо го прави, след като не му харесва кулата, той отговаря: „Това е единственото място в целия огромен Париж, откъдето тя не може да се види“.

### Строителството
Строителните работи продължават две години, два месеца и пет дни (от 28 януари 1887 г. до 31 март 1889 г.). В тях участват 300 работници. За бързия строеж способстват изключително висококачествените 1700 общи чертежи и 3629 детайлни скици с указани точни размери на над 18 038 метални детайла, съединени с два и половина милиона нитове. Нито една от частите не тежи повече от 3 тона, което облекчава издигането им. Отделно много от тях идват на конски каруци, вече сглобени във фабриката в близкото парижко предградие Левалоа-Пере. Един от най-важните въпроси за Айфел е безопасността. Имайки предвид мерките за сигурност тогава, забележителен е фактът, че само един работник е намерил смъртта си при построяването на кулата (по време на инсталиране на асансьора на фирмата Otis), което е изключително постижение за онова време.
Основите са излети и завършени до 30 юни 1887 г., след което започва изграждането на железните части. Най-сложна се оказва първата платформа, и по-точно привеждането ѝ в хоризонтално положение. За целта трябва да се построи огромно дървено скеле. Строителните работи не са лесни, вървят бавно, но без прекъсване. Трудностите подновяват опасенията за структурната ефективност и безопасност и в пресата се появяват заглавия като „Самоубийството на Айфел“ или „Айфел е полудял“. На този етап малък „пълзящ“ кран е инсталиран във всеки един от краката на кулата по релси, които да се използват по-късно за монтиране на асансьорите. Критичният етап на съединяването на четирите крака на нивото на първата платформа завършва през март 1888 г. Споровете сред творческата интелигенция постепенно заглъхват със завършването на съоръжението и с признаването на наистина всеобщия му успех.
Осветена е на 31 март 1889 г., когато Густав Айфел завежда група правителствени личности на обиколка. По това време асансьорите не работят и изкачването става пеша. Повечето представители остават на долните нива, но една малка група стига върха, където поставят трибагреника на Франция. Процедурата е придружена от 25 залпа, изстреляни от по-долното ниво. Официално кулата е отворена за посещения на 6 май 1889 г. Тя мигновено се превръща в хит и се образуват големи опашки от желаещи да се качат да я разгледат. Билетът за първото ниво е 2 франка, за второто – 3, а за върха – 5, като в неделя се предлагат на половин цена. До края на изложението е изкачена от 2 милиона души. Четиридесет и една години остава най-високата конструкция в света. Нейният архитект Густав Айфел е автор и на други известни постройки като Статуята на свободата, виадуктът в Гараби (Кантал), гара Нюгати в Будапеща (Унгария).
Кулата е висока 324 m. В зависимост от околната температура височината ѝ може да се промени най-много с 8 cm заради разширението на метала. При буря максималното ѝ отклонение е 15 cm. Изградена е от пудлинговано желязо. Конструкцията ѝ съдържа 18 038 метални части и 2 500 000 нита, тежи 10 100 t. До върха се стига по 1792 стъпала, което е годината на обявяване на Първата Френска Република. В построяването ѝ участват 50 инженери и около 300 работници. След поредица изчисления инженерите извиват подпорите така, че кулата да устоява на ветровете.
От създаването ѝ насам тя е била пребоядисвана 17 пъти, или по един път на всеки 7 години. Според нейния създател боядисването е гаранция за съхранението на металните конструкции. Цветовете са били сменяни няколко пъти: отначало кафяво-червено, след това бежово-жълто и последно – бронзово. Използвани са различни нюанси, за да може цветът да остане неизменен за очите на зрителите. За да бъде боядисана кулата, са нужни 60 t боя и 25 бояджии трябва да работят повече от една година. Последното пребоядисване е започнало през декември 2001 г. и е завършило през юни 2003 г.
- 18 юли 1887 г.: Започване на строежа
- 15 май 1888 г.: монтиране на първия етаж
- 21 август 1888 г.: монтиране на втората платформа
- 26 декември 1888 г.: монтаж на третата част
- 15 март 1889 г.: поставяне на кампанилата
- Края на март 1889 г.: завършен вид

### След изложението
Първоначалният договор с Айфел е кулата да се демонтира след 20 години. Но съоръжението има внезапен и потресаващ успех. До края на годината са изплатени повече от три четвърти от разходите по строителството. Няколко години по-късно Айфеловата кула намира ново приложение. През октомври 1898 г. Йожен Дюкрете провежда първия сеанс на телеграфна връзка между Айфеловата кула и Пантеона, разстоянието между които е 4 km. На 4 юли 1902 г. в 21:20 ч. мълния удря Айфеловата кула. През 1903 г. генерал Ферие я използва за своите научни експерименти. Използвана е и от военните. През 1906 г. на нея се помещава първата радиостанция. На 12 януари 1908 г. от Айфеловата кула е излъчено първото радиосъобщение на голямо разстояние. През 1910 г. отец Теодор Улф наблюдава радиацията на върха и в основата на Айфеловата кула. Установявайки по-голямо лъчение на върха, той открива космическите лъчи. На 4 февруари 1912 г. австрийският шивач Франц Райхелт скача от 60-метрова височина от първото ниво на Айфеловата кула, като на гърба си има собственоръчно изработен плащ-парашут. Парашутът обаче не сработва, не се отваря и изобретателят намира смъртта си след скока.
Айфел удължава арендата на кулата за 70 години. През 1921 г. се осъществява първото радиопредаване от кулата. Това става възможно след поставянето на специални антени. От 1922 г. започва редовна радиопрограма, наречена „Айфелова кула“. През 1925 г. мошеникът Виктор Ластиг на два пъти продава Айфеловата кула за скрап. През същата 1925 г. се правят първите опити за ретранслация на телевизионен сигнал. Айфеловата кула загубва статута си на „най-висока конструкция на света“ след издигането на Крайслер Билдинг през 1930 г. в Ню Йорк. Редовните телевизионни програми започват от 1935 г. През 1957 г. е поставена телевизионна кула, която увеличава височината на 320,75 m. Днес има поставени най-различни линейни и параболични антени за радио- и телевизионни предавания. На нея също така са инсталирани барометри, гръмоотводи и радиотелеграфски уреди.

### През Втората световна война
Когато Адолф Хитлер посещава Париж по време на Окупацията през 1940 г., кабелите на асансьора са разсечени от французите, за да бъде принуден Хитлер да се катери по 1792-те стъпала на стълбището до върха, но той така и не го прави. Частите за поправка е невъзможно да бъдат намерени по време на войната. Остава изразът, че Хитлер покорява Франция, но никога не покорява Айфеловата кула. Кулата е реквизирана от Вермахта, за да служи за комуникация с войските. Инсталиран е единственият телевизионен предавател и единствената телевизионна станция в Европа по време на войната. Емисиите, основно на френски, са предназначени за ранените германски войници, настанени в местни болници. Германците слагат светлинен лъч на върха, за да насочва самолетите през нощта. През август 1944 г. Хитлер заповядва на генерал Дитрих фон Холтиц, военен губернатор на Париж, да разруши кулата и заедно с нея целия град. Генералът не се подчинява на заповедта и успява да убеди Хитлер да я запази за комуникации. След като избягва разрушението през 1944 г., Айфеловата кула минава под контрола на съюзниците, и по-специално американците, които поставят радар на нея. Само часове след освобождението на Париж, асансьорите заработват нормално.

### След Втората световна война
През 1952 г. Айфеловата кула се сдобива с нов фар, който подменя този, разрушен по време на войната. Със своята височина и позиция, той може да осветява четирите посоки на света, без да бъде смущаван от релефа. На 3 януари 1956 г. пожар опустошава върха на кулата. През 1959 г. към върха на кулата е прибавена радиоантена.
От 1960 г. международният туризъм започва да се развива и постепенно се увеличава броят на посетителите, който достига 6 милиона души годишно. През 1980 г. старият ресторант и поддържащото го желязно скеле са демонтирани от кулата; след продажбата той е възстановен в Ню Орлиънс, Луизиана. В началото е наричан „Ресторантът на Айфеловата кула“, а след това е известен като Червената стая. По този начин Айфеловата кула се освобождава от ненужни 1340 тона. Боядисана е и защитена срещу корозия, подменени са асансьорите на третата платформа, инсталирано е светлинно устройство, състоящо се от 352 прожектора.
На 31 март 1984 г. Робърт Мориарти успява да премине през арката на кулата със самолет.
Айфеловата кула е изкачена от 150-милионния си посетител на 30 август 1993 г. През 2000 г. по цялата повърхност на кулата е разположен механизъм с лампи, които светят за 10 минути на всеки кръгъл час от 17 до 01 часа през нощта, като от 1 часа през нощта основното осветление на кулата е изключено. Поставена отново на 21 юни 2003 г. за период от десет години, системата съдържа 20 000 премигващи лампи.
Айфеловата кула посреща своя 200 000 000 посетител на 28 ноември 2002 г., а 250-милионния през 2010 г.
На 22 юли 2003 г., около 19:20 часа се разгаря лек пожар на върха на кулата, но пострадали няма. За една седмица през януари 2004 г. Айфеловата кула е накичена в червено по повод празненствата, свързани с годината на Китай и китайската Нова година. През зимата на 2004 – 2005 г. на най-долната площадка е направена ледена пързалка.
За началото на френското председателство на Европейския съюз през 2008 г. кулата е украсена с цветовете и звездите на европейското знаме. Последният случай на самоубийство е от 25 юни 2012 г.

## В произведения на изкуството
Айфеловата кула присъства в произведенията на много артисти. Жорж Сьора я рисува през 1888 г. (преди завършването ѝ), а по-късно и Раул Дюфи, и Марк Шагал. Отношението на писателите е различно. Докато Леон Блуа критикува „жалкия електрически стълб“, Гийом Аполинер сравнява кулата с египетските обелиски и я призовава в Алкохоли: „Овчарко, кула на Айфел, стадо мостове блее в сутринта“.
Понастоящем Айфеловата кула е собственост на кметството в Париж, което е поверило експлоатацията ѝ на Ново дружество за експлоатация на Айфеловата кула, дружество със смесено участие. Кулата е подсилвана на най-наложителните места, олекотена е с 1340 тона, натрупани през годините, а витото стълбище на третия етаж е заменено с такова на прави отсечки. Изискванията за сигурност са доуточнени и осъвременени.
По света има много нейни копия и имитации. Най-висока е Токийската кула (Tōkyō tawā на японски) в Токио (333 m). В Лас Вегас се намира копие на Айфеловата кула, намалено наполовина. Други имитации могат да се видят в Прага, в Блакпул (Blackpool Tower) (Великобритания), в Лион на хълма Фурвиер, също и в Париж, Тексас.

## Описание и конструкция
Цялата метална конструкция тежи 7300 t (пълно тегло 10100 t). Днес с това количество метал могат да се построят 3 такива кули. Фундаментът е направен от масивни бетонни блокове. Отклонението на кулата по време на буря не превишава 15 cm.
Най-долният етаж е пирамида (129,2 m в основата), образувана от 4 колони, съединяващи се на височина 57,63 m; на свода се намира първата платформа – квадрат със страна 65 m. На тази платформа се издига втората пирамида, също образувана от 4 колони, съединяващи се в свод, на който е разположена втората платформа на височина 115,73 m – квадрат със страна 35 m. Четирите колони, издигащи се от втората платформа, се сближават пирамидално и се преплитат една в друга, образувайки една пирамидална колона, носеща третата платформа (на височина 276,13 m), също с квадратна форма (16,5 m); над нея, на височина 300 m се намира площадка (квадрат със страна 1,4 m). Кулата има общо 1792 стъпала. На първото и второто ниво се намират ресторанти. На третата платформа има астрономическа и метеорологическа обсерватория.
Вятърът няма особено влияние на кулата, дори най-силните ветрове я отклоняват най-много на 12 cm. По-голямо влияние има Слънцето, от нагряването металът се разширява и може да има отклонение до 18 cm.
Основните размери на Айфеловата кула.
Основи
- Височина от земята (над морското равнище): 33,50 m
- Дължина между вътрешната част на двата стълба: 74,24 m
- Дължина между външната част на двата стълба: 124,90 m

1-ви етаж
- Височина на етажа над земята: 57,63 m
- Надморска височина: 91,13 m
- Външна част (на пода): 70,69 m
- Площ (на земята): 4200 m2

2-ри етаж
- Височина над земята: 115,73 m
- Височина над морското равнище: 149,23 m
- Външна част (на пода): 40,96 m
- Площ (на земята): 1650 m2

3-ти етаж
- Височина над земята: 276,13 m
- Височина над морското равнище: 309,63 m
- Външна част (на пода): 18,65 m
- Площ (на земята): 350 m2

4-ти етаж (второ ниво на 3-ти етаж)
- Височина над земята: 279,11 m
- Височина над морското равнище: 312,61 m
- Външна част (на пода): 18,65 m
- Площ (на земята): 350 m2

Върхът на кулата
- Обща височина с антени (измерени през 2000 г.): 324 m
- Обща височина с антени (измерена през 1994 г.): 318,70 m
- Обща височина с антени (измерена през 1991 г.): 317,96 m
- Обща височина с флаг (измерване 1889): 312,27 m
- Обща височина без флаг (измерване 1889): 300 m

Густав Айфел гравира от външната страна на първия етаж на кулата имената на 72 френски учени и инженери в знак на признателност за техния принос в изграждането на кулата. В началото на XX век имената са боядисани, но са възстановени при реконструкцията от 1986 – 1987 година.
- Изглед от rue de l’Université
- Съвременен вид
- Кулата през 2010 г.
- Изглед
- Друг изглед
- Отражение на Айфеловата кула